# Reinhold Moritzewitsch Glière

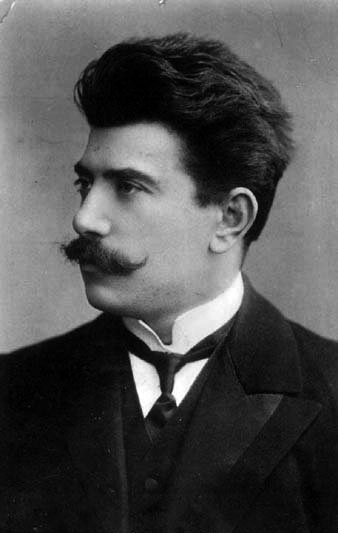
Reinhold Glière

Reinhold Moritzewitsch Glière, eigentlich Reinhold Ernest Glier (bis 1900 Glier, danach Glière; russisch Рейнгольд Морицевич Глиэр, Rejngold Morizewitsch Glier, wiss. Transliteration Rejngol’d Moricevič Glièr) (* 30. Dezember 1874jul. / 11. Januar 1875greg. in Kiew, Russisches Kaiserreich; † 23. Juni 1956 in Moskau, Sowjetunion) war ein deutsch-russischer Komponist.

## Leben
Reinhold Glière wurde in Kiew als zweiter Sohn des aus Untersachsenberg im Vogtland, Königreich Sachsen, stammenden Blasinstrumentenmachers Ernst Moritz Glier geboren. Dieser war 1854 als Geselle nach Warschau gegangen, ab den 1860er Jahren arbeitete er in Kiew als Meister in der Fabrik seines späteren Schwiegervaters Vincenz Kortschak und heiratete 1869 dessen Tochter Josephine Thekla. In Glières Geburtsurkunde steht Reinhold Ernest Glier. Er wuchs mit zwei Brüdern und einer Schwester auf. Gegen 1900 änderte er die lateinische Schreibweise seines Familiennamens in „Glière“, woraus das hartnäckige Gerücht resultierte, dass er belgischer oder französischer Abstammung sei. Diese falsche Information wurde zum ersten Mal von Leonid Sabanejew im Jahr 1927 verbreitet. 1904 heiratete Reinhold Glière Maria (geb. Renkwist), mit der er fünf Kinder hatte, zwei Söhne und drei Töchter.
Ab 1891 erhielt er bei Otakar Ševčík Violinunterricht an der Kiewer Musikschule, bevor er 1894 seine Studien am Moskauer Konservatorium begann – unter anderen bei Anton Arenski und Sergei Tanejew. 1901, ein Jahr nach dem äußerst erfolgreichen Abschluss seiner Studien, erhielt Glière eine Lehrstelle am Gnessin-Institut Moskau, die er bis 1913 beibehielt. Eine Unterbrechung fiel in die Jahre 1905 bis 1908, als er in Berlin bei Oskar Fried Dirigieren studierte. 1913 wechselte er an das Konservatorium in Kiew, wo er 1914 zum Direktor ernannt wurde. Von 1920 bis 1941 unterrichtete Glière Komposition am Moskauer Konservatorium. Viele seiner Schüler, zu denen Nikolai Mjaskowski und Sergei Prokofjew gehören, entwickelten sich zu namhaften Komponisten. 
In der Sowjetunion war Glière vielfach öffentlich tätig. In den 1920er Jahren engagierte er sich zum Beispiel im Volkskommissariat für Bildung, 1938 bis 1948 hatte er den Vorsitz des Organisationskomitees des sowjetischen Komponistenverbandes inne. Auch unternahm er Reisen durch Sowjetrepubliken wie Usbekistan und Aserbaidschan, um die dortige Folklore zu sammeln und so die Musikkultur dieser Gegenden zu unterstützen.
Glière war in der Sowjetunion eine hoch angesehene Persönlichkeit und erhielt etliche Orden und Auszeichnungen, so zum Beispiel dreimal den Leninorden und einmal den Orden des Roten Banners der Arbeit. Er war Volkskünstler der UdSSR und ihrer Sowjetrepubliken Russland, Aserbaidschan und Usbekistan. Auch erhielt er dreimal den Stalinpreis (1946, 1948, 1950) und wurde 1941 zum Doktor der Kulturwissenschaften ernannt.

## Stil
Glières Stil war zunächst in hohem Maße der nationalrussischen Bewegung verpflichtet. Seine Melodik orientierte sich an folkloristischen Wendungen, die Harmonik präsentierte sich ausgesprochen „russisch“. Angeregt durch seine Studien bei Oskar Fried bezog er seit seinem Aufenthalt in Berlin impressionistische Klangfarben in sein Schaffen mit ein, die sogar zeitweilig das nationale Element in den Hintergrund rücken ließen. Auch perfektionierte er in diesen Jahren seine Fähigkeiten als Orchestrator, wodurch seine Werke an Farbe und Raffinement gewannen. In dieser Phase schrieb Glière seine „modernsten“ Werke. Schon bald jedoch bemühte er sich um eine Synthese von russischem Tonfall und impressionistischen Einflüssen. Nach der Oktoberrevolution wandte sich Glière wieder eher seinem früheren Stil zu und räumte dem nationalen Idiom wieder uneingeschränkte Priorität ein. Besonders seine erwähnten Forschungen in (musikalisch) entlegeneren Gebieten der UdSSR beeinflussten sein Schaffen. Auch orientierte sich Glière am sozialistischen Realismus; sein Ballett Der rote Mohn galt zum Beispiel als das Musterbeispiel für ein Bühnenwerk, das propagandistische Ausrichtung mit einem volkstümlich-eingängigen Idiom verbindet. Insgesamt muss Glière als äußerst traditionsverbundener Komponist angesehen werden. Auch seine letzten Werke sprechen – ungeachtet aller musikalischen Umwälzungen der vorangegangenen Jahrzehnte – noch die kaum abgeänderte Sprache der russischen Nationalromantik.

## Werke
- Opern
  - Himmel und Erde – Opern-Oratorium nach Byron, 1900
  - Schach-Senem, Oper op. 69 (1923–1925, umgearbeitet 1934)
  - Gjulsara, Oper op. 96 (1936, rev. 1949) mit Tolib Sodiqov
  - Leili und Medshnun, Oper (1940) mit Tolib Sodiqov
  - Rachel, Oper nach Maupassant (1942)

- Ballette
  - Chrysis – Ballett-Pantomime, 1912
  - Frühling der Schafe – 1922, umgearbeitet 1930 unter dem Titel Komödianten op. 68
  - Kleopatra (Ägyptische Nächte) 1926[4]
  - Der rote Mohn op. 70 (1927, rev. 1949 u. 1955)
  - Der eherne Reiter op. 89 (1948/1949)
  - Taras Bulba op. 92 (1952)
  - Eine Tochter Kastiliens – Neufassung des Balletts Komödianten, 1955

- Sonstige Bühnenwerke
  - Gjulsara – usbekisches Musikdrama mit Komponist Tolib Sodiqov, 1936, Uraufführung: Moskau 1937

- Orchesterwerke
  - Sinfonie Nr. 1 Es-Dur op. 8 (1900)
  - Sinfonie Nr. 2 c-Moll op. 25 (1907)
  - Sinfonie Nr. 3 h-Moll op. 42 „Ilja Muromez“ (1911)
  - „Die Sirenen“, sinfonische Dichtung op. 33 (1908)
  - „Die Saporoger Kosaken“, Tonbild (Ballett) op. 64 (1921)
  - Trizna op. 66 – Sinfonische Dichtung, 1915
  - „Heroischer Marsch für die Burjatisch-Mongolische ASSR“ C-Dur op. 71 (1936)
  - Sapowit op. 73 – Sinfonische Dichtung, 1938
  - Ferien in Fergana op. 75 – Ouvertüre, 1940
  - „Völkerfreundschaft“, Ouvertüre zum 5. Jahrestag der sowjetischen Verfassung op. 79 (1941)
  - Konzertwalzer Des-Dur op. 90 (1950)

- Werke für Blasorchester
  - „Fantasie für das Festival der Komintern“ (1924, auch in einer Bearbeitung für Domraorchester)
  - „Festliche Ouvertüre zum 20. Jahrestag der Oktoberrevolution“ G-Dur op. 72 (1937)
  - Feldmarsch B-Dur op. 76 (1941, später umbenannt in „Siegesmarsch“)
  - „Fünfundzwanzig Jahre Rote Armee“, Ouvertüre für Blasorchester es-Moll op. 84 (1943)
  - „Sieges-Ouvertüre“, Ouvertüre für Blasorchester b-Moll op. 86a (1944)

- Konzerte
  - Harfenkonzert Es-Dur op. 74 (1938)
  - Konzert für eine Stimme (Koloratursoprankonzert) f-Moll op. 82 (1943)
  - Violoncellokonzert d-Moll op. 87 (1946)
  - Hornkonzert B-Dur op. 91 (1950)
  - Violinkonzert g-Moll op. 100 (1956, vervollständigt von Borys Ljatoschynskyj)

- Kammermusik
  - Streichquartett Nr. 1 A-Dur op. 2 (1899)
  - Streichquartett Nr. 2 g-Moll op. 20 (1905)
  - Streichquartett Nr. 3 d-Moll op. 67 (1927)
  - Streichquartett Nr. 4 f-Moll op. 83 (1943)
  - Streichsextett Nr. 1 c-Moll op. 1 (1898)
  - Streichsextett Nr. 2 h-Moll op. 7 (1904)
  - Streichsextett Nr. 3 C-Dur op. 11 (1904)
  - Streichoktett D-Dur op. 5 (1902)
  - Duos für verschiedene Instrumente
  - Klavierstücke

- Vokalwerke
  - „Ruhm der Sowjetarmee“, Kantate für Vokal-Solisten, Chor, Rezitator, Sinfonie- und Blasorchester, op. 93 (1953)
  - Lieder
  - Chöre